# Tsafiqui
Cet article concerne la langue tsafiqui. Pour le peuple tsafiqui, voir Tsa'chila.
Le tsafiqui (ou colorado) est une langue barbacoane parlée dans le Nord-Ouest de l'Équateur, dans la province de Pichincha par 1 000 Tsachilas, aussi appelés les Colorados.

## Classification
Le tsafiqui  et le cayapa, constituent la branche méridionale de la famille des langues barbacoanes.

## Phonologie
Les tableaux présentent les phonèmes du tsafiqui.

### Voyelles
|         | Antérieure  | Centrale    | Postérieure |
| ------- | ----------- | ----------- | ----------- |
| Fermée  | i [i] ĩ [ĩ] |             | u [u] ũ [ũ] |
| Moyenne | e [e] ẽ [ẽ] |             |             |
| Ouverte |             | a [a] ã [ã] |             |

### Consonnes
|               |               | Bilabiale | Dentale | Palatale | Vélaire | Glottale |
| ------------- | ------------- | --------- | ------- | -------- | ------- | -------- |
| Occlusives    | Sourdes       | p [p]     | t [t]   |          | k [k]   | ʔ [ʔ]    |
| Occlusives    | Sonores       | b [b]     | d [d]   |          | g [g]   |          |
| Fricatives    | Fricatives    | f [ɸ]     | s [s]   |          |         | h [h]    |
| Affriquées    | Affriquées    |           | c [t͡s]  |          |         |          |
| Nasales       | Nasales       | m [m]     | n [n]   |          |         |          |
| Liquides      | Liquides      |           | l [l]   |          |         |          |
| Roulées       | Roulées       |           | r [r]   |          |         |          |
| Semi-voyelles | Semi-voyelles | w [w]     |         | j [j]    |         |          |